# Bogertophis subocularis
Bogertophis subocularis е вид змия от семейство Смокообразни (Colubridae). Видът не е застрашен от изчезване.

## Разпространение и местообитание
Разпространен е в Мексико и САЩ.
Обитава гористи местности, пустинни области, скалисти райони, склонове, възвишения и долини.

## Описание
Продължителността им на живот е около 23,8 години. Популацията на вида е намаляваща.